# Ophraea
Ophraea is een geslacht van kevers uit de familie bladkevers (Chrysomelidae).
De wetenschappelijke naam van het geslacht werd in 1886 gepubliceerd door Martin Jacoby.

## Soorten
- Ophraea acuticollis Bechyne, 1950
- Ophraea aenea Jacoby, 1886
- Ophraea elongata Jacoby, 1886
- Ophraea maculicollis Blake, 1953
- Ophraea majalis Bechyne, 1950
- Ophraea melancholica Jacoby, 1886
- Ophraea metallica Jacoby, 1886
- Ophraea minor Jacoby, 1886
- Ophraea obtusicollis Bechyne, 1950
- Ophraea opaca Jacoby, 1892
- Ophraea rugosa (Jacoby, 1886)
- Ophraea subcostata Jacoby, 1886